# Antoine Guillaume Delmas
Pour les articles homonymes, voir Delmas.
Antoine Delmas dit Antoine Guillaume Delmas de Murulhac, né le 22 juin 1768 à Argentat(Corrèze) et mort de ses blessures à la bataille de Leipzig le 30 octobre 1813, est un général français de la Révolution et de l’Empire.
Il est le fils aîné de Pierre Delmas, chevalier de Saint-Louis, ancien capitaine dans Touraine-Infanterie, et de Françoise Plaze.

## Ancien Régime
Il entre dès l'âge de onze ans au régiment de Touraine et fait la guerre d'indépendance des États-Unis  avec le régiment d'infanterie de Touraine, qui a été amené des Antilles par la flotte commandée par l'amiral de Grasse, et participe au siège de Yorktown en octobre 1781. Mais ses passions ardentes le jettent bientôt dans des écarts tels que, malgré l'affection de son colonel, le vicomte de Mirabeau, il est forcé de quitter son corps en 1788.

## Guerres de la Révolution
Choisi unanimement en 1791 pour commander le 1er bataillon de volontaires de la Corrèze, il acquiert promptement une brillante réputation à l'armée du Rhin, où on le voit un jour aller chercher un drapeau au milieu de la cavalerie ennemie, tuer de sa main deux hussards qui le défendaient, et le rapporter aux applaudissements de toute  l’avant-garde. Son habileté et son courage lui valent bientôt le grade de général de brigade et le commandement de toute l'infanterie de l'avant-garde.
Envoyé à Landau, Delmas y est menacé de destitution par le représentant du peuple et, dénoncé par les Jacobins de cette ville, il parvient à s'y soustraire. Dès la levée du blocus il va combattre sur la ligne de Kaiserslautern. Les clubs jacobins de Spire renouvèlent les dénonciations de Landau. Il achève glorieusement sa journée sur le champ de bataille, va se constituer prisonnier et est conduit à Paris, mais l'armée le réclame bientôt.
Rentré en ligne à la tête d'une division et faisant la reconnaissance de la place de Bois-le-Duc, qui est couverte par des marais et des inondations, il se trouve tout à coup devant le fort d'Orthen, découvre un point dégarni de palissades et remarque dans la garnison une sorte d'hésitation. Il dit alors à ses officiers et à huit hussards qui l'accompagnent : «Mes amis, le fort est à nous ; qui m'aime me suive ; » et lançant son cheval, il franchit le fossé, gravit le parapet et entre le premier dans le fort. Les 50 hommes qui le défendent, étonnés d'une telle audace, sont sabrés, repoussés au-delà de l'enceinte, et poursuivis jusque sur les glacis de la place que le général fait canonner par l'artillerie de sa division, placée dans le fort d'Orthen. Ce fait énergique amène la capitulation du fort important de Crèvecœur.
Vers la fin de 1796, Delmas commande une division à l'armée du Rhin sous les ordres de Moreau. Il rentre en France à la suite d'une blessure grave, passe à l'armée d'Italie, combat les Tyroliens, reçoit le commandement en chef des mains de Joubert et le garde jusqu'à l'arrivée de Schérer.
Il se couvre de gloire et rend d'éminents services à la bataille de Magnano. Le Directoire lui ayant offert le commandement de la 1re division (Paris), il refuse, reçoit du gouvernement une armure complète en témoignage de ses éclatants services, et va de nouveau se distinguer à l'armée du Rhin. Il retourne ensuite en Italie comme lieutenant du général en chef.

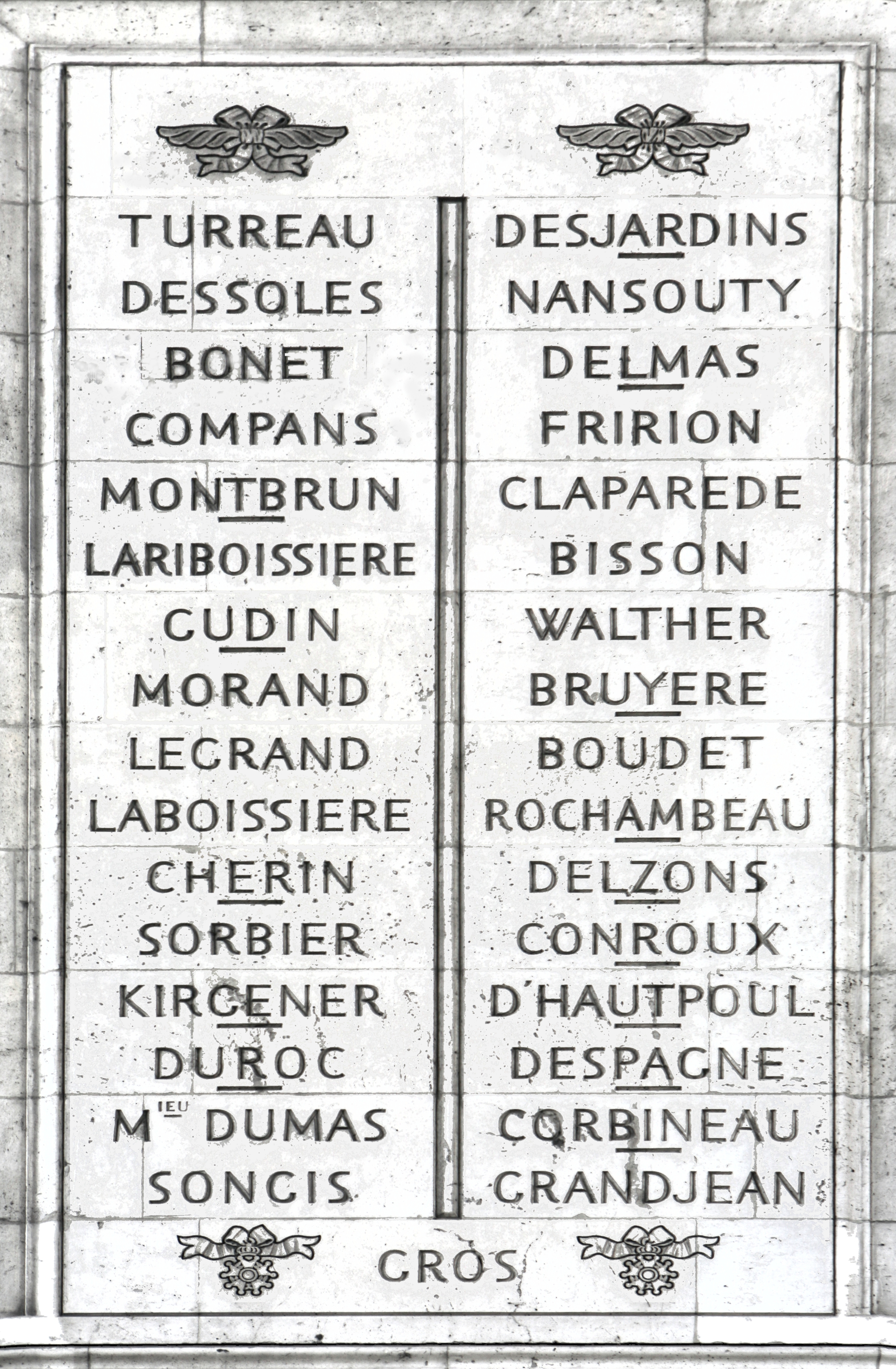
Le nom de « Delmas » est ici gravé sur la 16e colonne, pilier Est (ici colonne de droite), de l'arc de triomphe de l'Étoile.

## Consulat etguerres napoléoniennes
En 1801, il prend le commandement des troupes en Piémont.
Le jour de Pâques, le 18 avril 1802, la consécration du Concordat signé le 15 juillet 1801 est célébrée en grande pompe dans la cathédrale de Paris, avec un appareil tout militaire et au bruit des salves d'artillerie. Plusieurs généraux, parmi lesquels Augereau et Delmas, croient devoir protester auprès de Bonaparte contre cette cérémonie.
Selon Charles Thoumas, on prête au général Républicain Delmas cette réponse : "C'est une assez belle capucinade, à laquelle il manque un million d'hommes qui ont donné leur sang pour renverser ce qu'on relève aujourd'hui!", ce qui serait la cause de la disgrâce qui le frappa jusqu'en 1813.
Cependant, André Castelot place cette remarque dans la bouche d'Augereau. La disgrâce de Delmas semble venir plutôt de son opposition au consulat à vie que Bonaparte voulait mettre en place : "Je me charge de prendre par sa botte ce petit bougre-là, et de le faire passer sous le ventre de mon cheval !" aurait-il hurlé à propos du Premier consul lors d'un dîner chez Oudinot en compagnie d'autres officiers supérieurs.
Il offre son épée en 1813 à l'Empereur, combat avec le même courage et est blessé mortellement à Leipzig.

## Hommage
Son buste (1906) par Eugène-Jean Boverie se dresse sur la place qui porte son nom à Argentat-sur-Dordogne.

## Source partielle
- « Antoine Guillaume Delmas », dans Charles Mullié, Biographie des célébrités militaires des armées de terre et de mer de 1789 à 1850, 1852 [détail de l’édition]
- Général Charles Thoumas, Le maréchal Lannes, Paris, éditions Calmann-Lévy, 1891, 388 p. (OCLC 1914041)
- Guillaumin, Les derniers républicains, Paris, Victor-Havard & Cie éditeurs, 1905.